# Округ Клинтон (Илиноис)
Округ Клинтон (енгл. Clinton County) је округ у америчкој савезној држави Илиноис.

## Демографија
По попису из 2010. године број становника је 37.762, што је 2.227 (6,3%) становника више него 2000. године.
| Група             | 2000.          | 2010.          |
| Белци             | 33.220 (93,5%) | 34.766 (92,1%) |
| Афроамериканци    | 1.391 (3,9%)   | 1.338 (3,5%)   |
| Азијати           | 118 (0,3%)     | 167 (0,4%)     |
| Хиспаноамериканци | 570 (1,6%)     | 1.058 (2,8%)   |
| Укупно            | 35.535         | 37.762         |